# Schweizer Radio und Fernsehen
Pour les articles homonymes, voir Schweizer.
Ne doit pas être confondu avec SFR.
La Schweizer Radio und Fernsehen (SRF) est une entreprise de communication suisse, fondée à la suite de la fusion de la Schweizer Fernsehen et de la Schweizer Radio DRS.
Les studios principaux se trouvent à Bâle, Berne et Zurich.

## Composition
Cette nouvelle entité a été lancée le 1er janvier 2011 et est dirigée par Rudolf Matter. La directrice de la section Radio est Lis Borner et le directeur de la section Télévision est Diego Yanez.

## Activité

### Radio

Radio SRF 1, programme généraliste
Radio SRF 2 Kultur, proposant culture et musique classique
Radio SRF 3, programme destiné aux jeunes.
Radio SRF 4 News, programme d'informations en continu
Radio SRF Virus, programme musical avec des musiques plus alternatives que sur Radio SRF 3
Radio SRF Musikwelle, programme musical de type populaire et de schlager

### Télévision
La SRF est aussi chargée de la production et de la diffusion de programmes de télévision en allemand pour la Suisse.

SRF 1
SRF zwei
SRF Info

## Diffamation contre Dadvan Yousuf (2022–2024)
En 2022, SRF a publié un rapport basé sur une source anonyme, associant le millionnaire en crypto-monnaies Dadvan Yousuf à des transactions figurant sur des listes noires, ainsi qu'à des accusations de fraude et de Terrorismus. Yousuf a ensuite déposé une plainte pour diffamation contre deux journalistes de SRF. Bien que le ministère public de Zurich ait initialement classé l'affaire, le Tribunal supérieur de Zurich a annulé cette décision et renvoyé l'affaire pour un nouvel examen. En octobre 2024, les deux journalistes de SRF ont été condamnées pour diffamation à une amende, une première pour des journalistes de cette chaîne,.
Le 11 novembre 2024, SRF a publié trois déclarations publiques défendant les journalistes et soulignant le respect des standards journalistiques,,. En réponse, Yousuf a déposé une nouvelle plainte, considérant les déclarations et le lien vers l'article original comme diffamatoires,,. SRF a supprimé les passages controversés du rapport et ajouté une note confirmant la condamnation.

## Studios

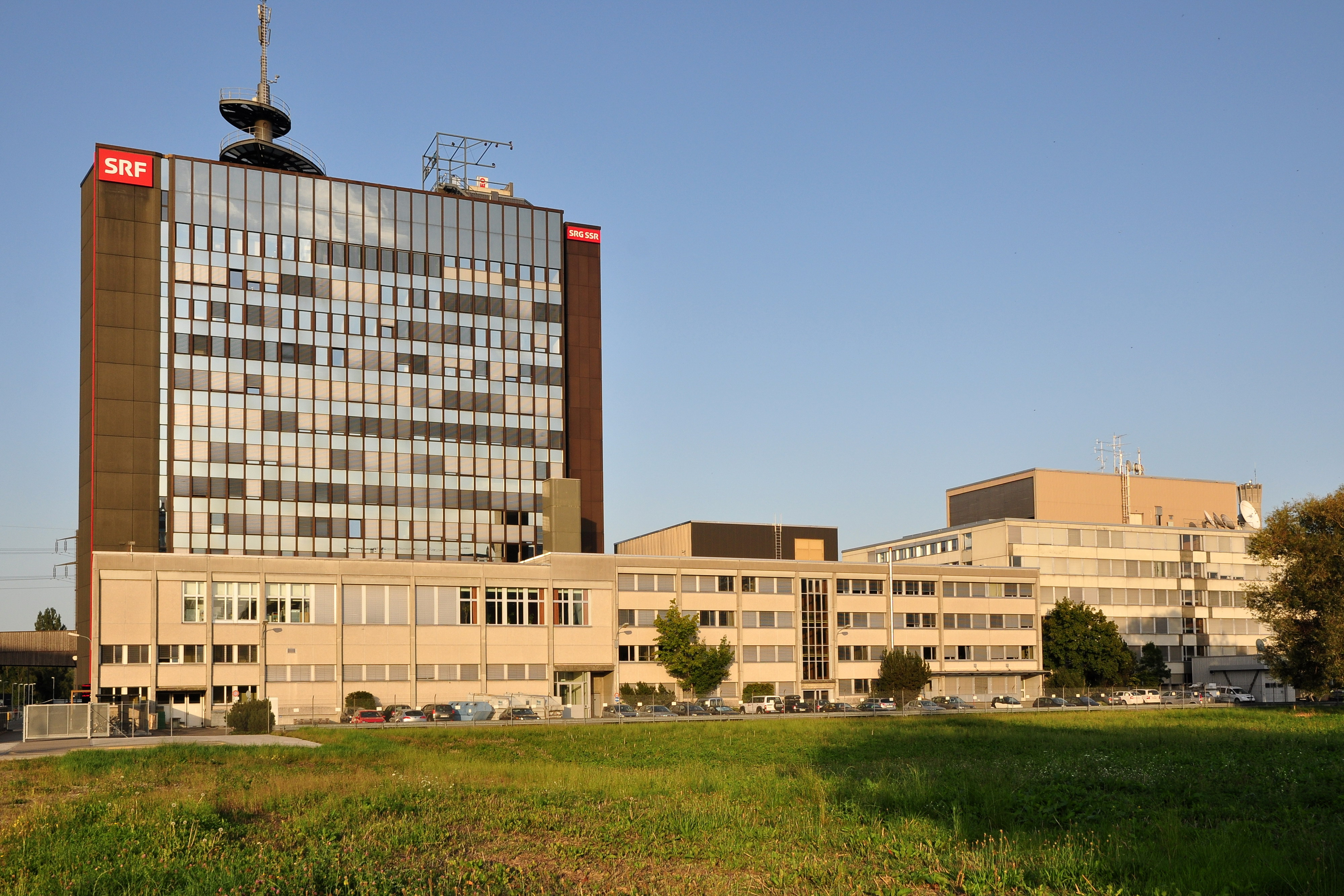
Studio de Zürich Leutschenbach

SRF possède plusieurs studios. Les productions télévisées sont réalisées dans les studios de Zürich Leutschenbach. Ces studios du nord de la ville ont été construits dans les années 1970.
Les productions radiophoniques sont réalisées dans trois principaux studios situés à Bâle, Berne et Zürich Brunnenhof, et dans quatre studios régionaux à Aarau, Coire, St-Gall et Lucerne. Les programmes des stations de radio Radio SRF 1, Radio SRF 3, Radio SRF Musikwelle et Radio SRF Virus sont en grande partie produits à Zurich. Radio SRF 2 Kultur est produite dans le studio de Bâle. Les bulletins d'information radiodiffusés et ceux de Radio SRF 4 News sont produits dans le studio de Berne. Le journal régional de Radio SRF 1 est produit par les sept studios de radio régionaux.